# قهرمان رمان عاشقانه
قهرمان رمان عاشقانه (به انگلیسی: Paperback Hero) یک فیلم کمدی رمانتیک استرالیایی به کارگردانی آنتونی بومن، محصول سال ۱۹۹۹ است.